# Lioré & Olivier
Les Ateliers d’Aviation Lioré et Oliviers, kurz Lioré & Olivier war ein französischer Flugzeughersteller.

## Geschichte

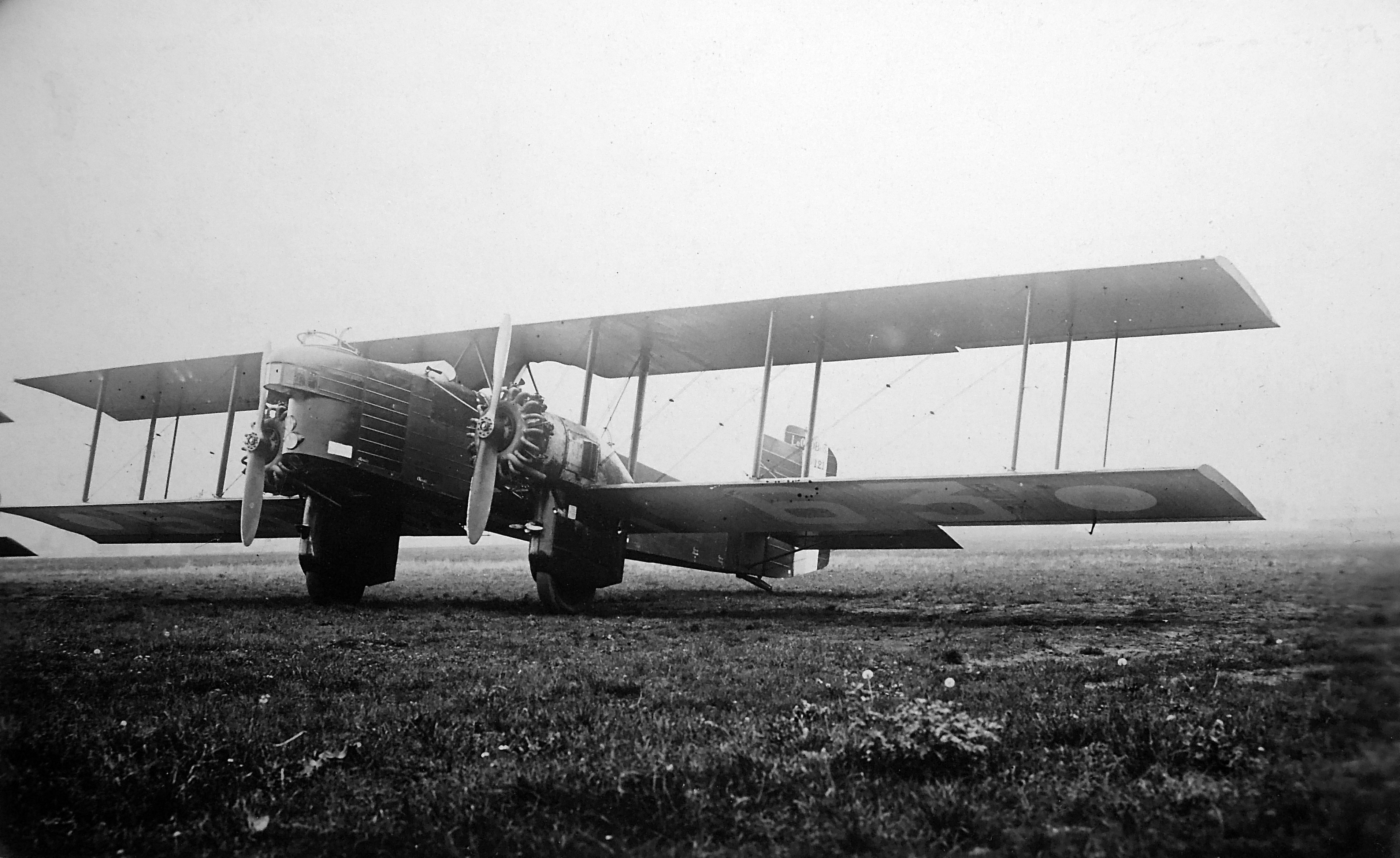
LeO 20

Die Gesellschaft „Lioré et Olivier“ wurde im März 1912 von Fernand Lioré und Henri Olivier gegründet. Als Firmenlogo wurde ein Löwenkopf mit Schwingen und dem Monogramm LeO verwendet. Anfangs wurden Entwürfe französischer Flugpioniere verwirklicht und auch zwei eigene experimentelle Eindecker gebaut. Nach Beginn des Ersten Weltkrieges wurden Typen von Nieuport, Morane-Saulnier und Sopwith in Lizenz produziert. 1919 baute Lioré et Olivier sein erstes Flugboot, den dreimotorigen Doppeldecker LeO H-6. Lioré et Olivier wurde danach hauptsächlich als Hersteller von Flugbooten bekannt, aber das berühmteste Flugzeug war der zweimotorige, mittlere Bomber LeO 45. Paul Asantchéeff führte das Entwicklungsbüro in Argenteuil, Marcel Riffard und Edmond Benoit das in Clichy. Die Firma besaß drei Fabriken, die 1936 verstaatlicht wurden. Diejenigen in Argenteuil und Clichy wurden in die SNCASE integriert und die in Rochefort in die SNCASO.

## Flugzeuge

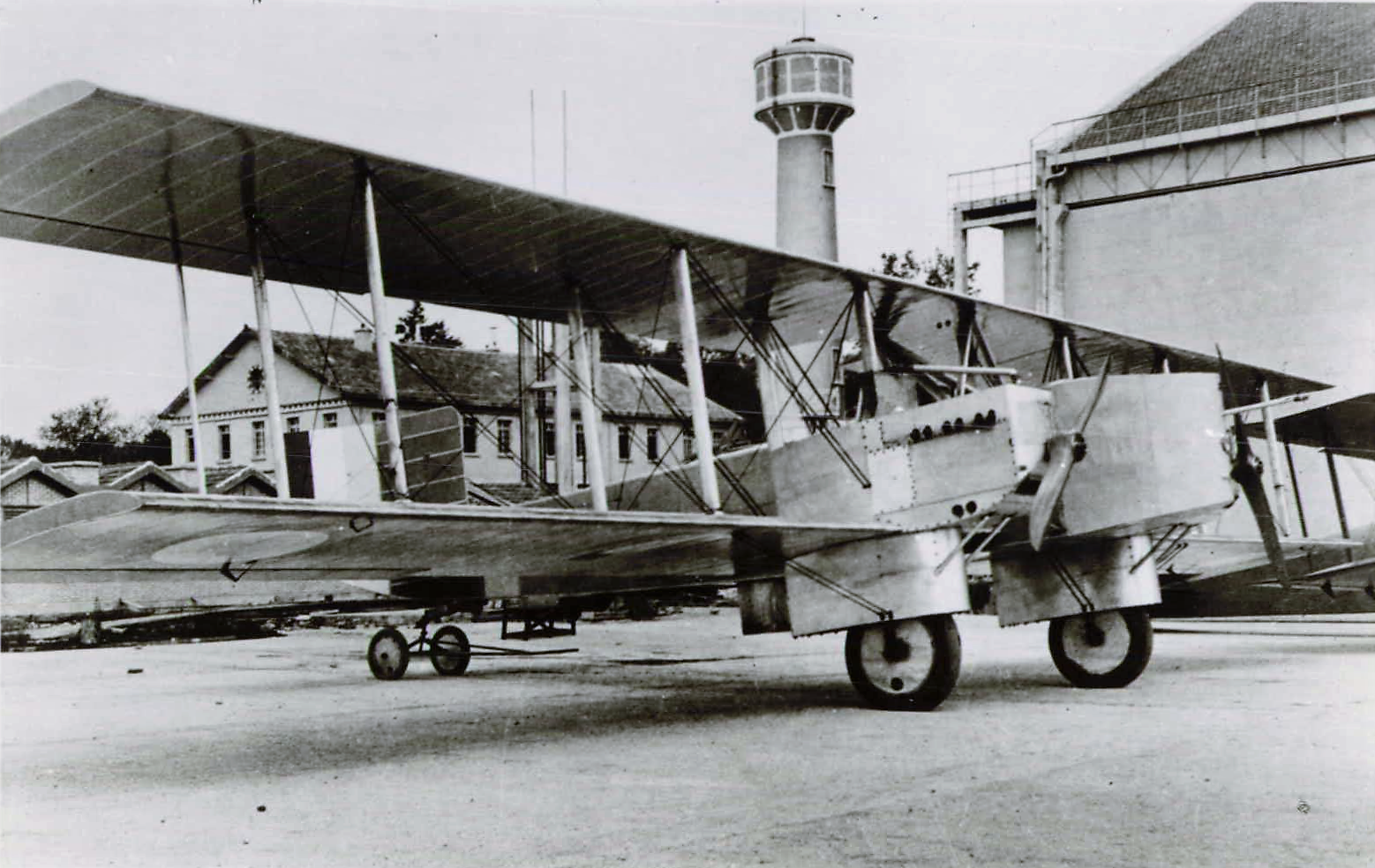
LeO 12

- Lioré et Olivier LeO 1 (Experimentalflugzeug, 1912)
- Lioré et Olivier LeO 7 (Mehrzweck-Kampfflugzeug, 1922)
- Lioré et Olivier LeO 12 (Nachtbomber, 1924)
- Lioré et Olivier LeO 20 (Nachtbomber, 1927)
- Lioré et Olivier LeO 21 (Verkehrsflugzeug, 1926)
- Lioré & Olivier LeO 45 (Bomber, 1937)
- Lioré et Olivier LeO H-6 (Verkehrsflugboot, 1919)
- Lioré et Olivier LeO H-25 (Torpedobomber und Aufklärer-Schwimmerflugzeug, 1928)
- Lioré et Olivier LeO H-24 (Verkehrsflugboot, 1929)
- Lioré et Olivier LeO H-47 (Aufklärungsflugboot, 1936)
- Lioré et Olivier LeO H-49

## Tragschrauber
- Lioré & Olivier LeO C.301 (Tragschrauber, 1934, Lizenzbau der Cierva C.30)